# 709
709 (DCCIX) je bilo navadno leto, ki se je po julijanskem koledarju začelo na torek.

## Dogodki
- 1. januar

## Rojstva
- Al-Valid II., enajsti kalif Omajadskega kalifata († 744)

## Smrti
- Gotfrid, alemanski vojvoda (* ni znano)